# Темуко
Тему́ко (исп. Temuco) — город в Чили. Административный центр одноимённой коммуны, провинции Каутин и области Араукания.
Территория коммуны — 464 км². Численность населения — 302 931 житель (2020). Плотность населения — 608,36 чел./км².

## История
Город был основан в 1881 году.

## Расположение
Город расположен в 612 км на юг от столицы Чили города Сантьяго.
Коммуна граничит:
- на севере — c коммуной Гальварино
- на северо-востоке — c коммуной Лаутаро
- на востоке — с коммуной Вилькун
- на юге — c коммуной Падре-Лас-Касас
- на западе — c коммунами Нуэва-Империаль, Чольчоль

## Демография
Согласно сведениям, собранным в ходе переписи Национальным институтом статистики, население коммуны составляет 282 279 человек, из которых 136 146 мужчин и 146 133 женщины.
Население коммуны составляет 30,12 % от общей численности населения области Араукания. 5,86 % относится к сельскому населению и 94,14 % — городское население.

### Важнейшие населённые пункты коммуны
- Темуко (город) — 227 086 жителей
- Лабранса (город) — 5442 жителя

## Транспорт

#### Международный аэропорт La Araucanía (ZCO)

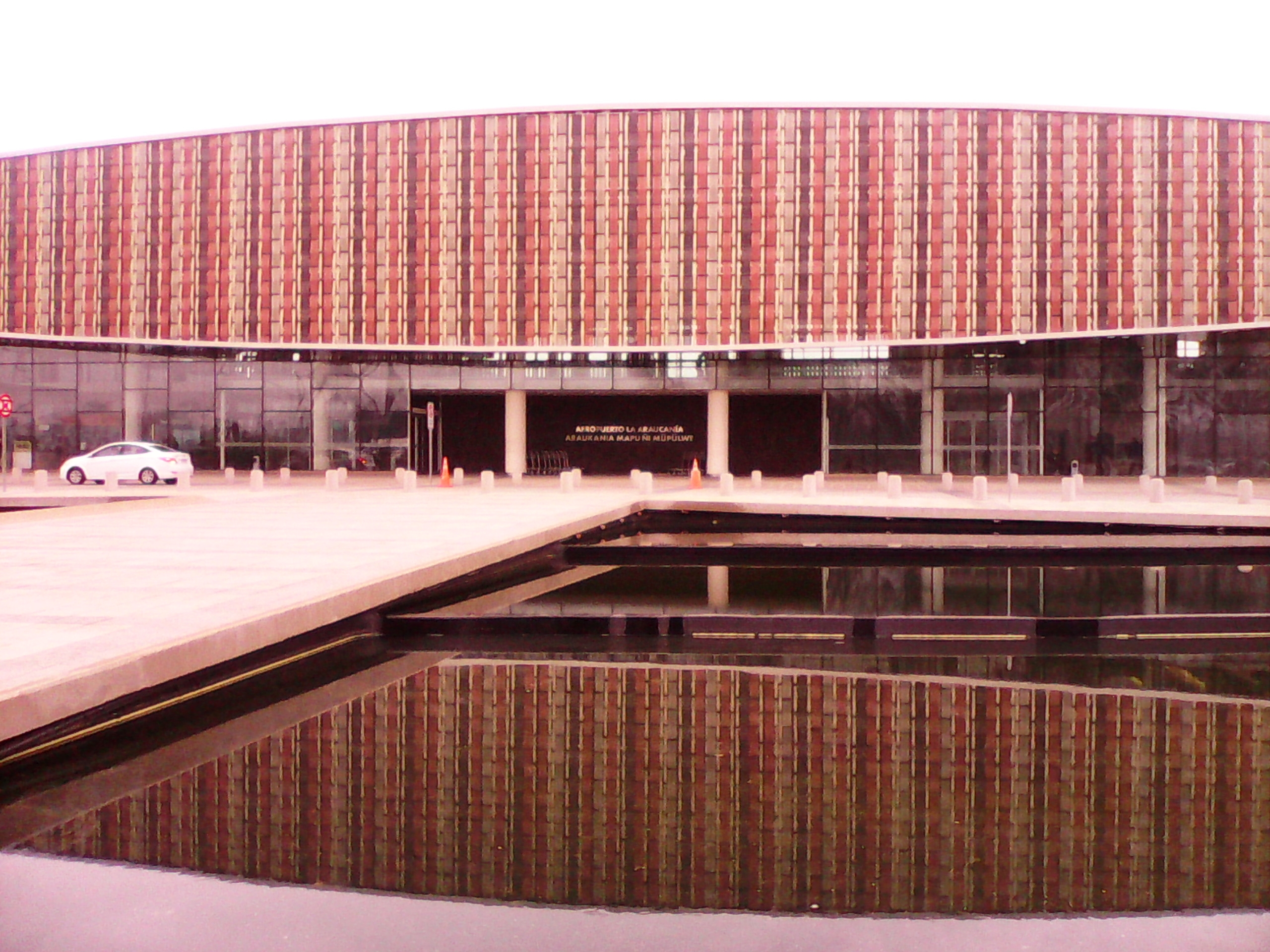
Международный аэропорт La Araucanía

Основной международный аэропорт региона был построен и сдан в эксплуатацию 18 июля 2014 года. Расположен в 20 км на юг от Темуко, в коммуне Фрейре.  

## Достопримечательности

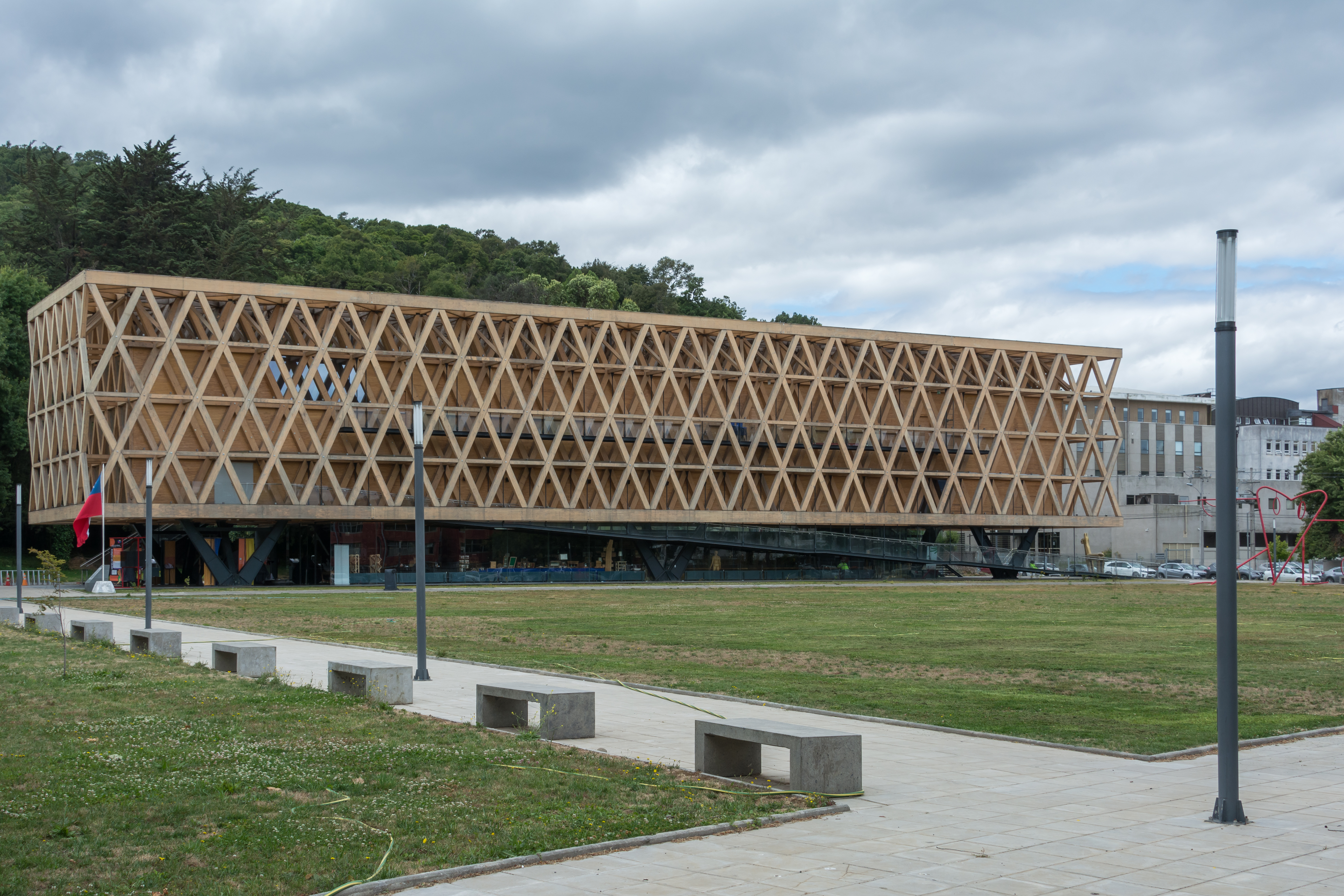
Павильон El Amor de Chile

## Города-побратимы
- Ставрополь, Россия[2] - в настоящее время побратимская связь со Ставрополем не поддерживается.